# ورونیکا مارس (مجموعه تلویزیونی)
ورونیکا مارس (به انگلیسی: Veronica Mars)، یک مجموعه تلویزیونی آمریکایی در ژانر دراما، نئو نوآر، درام نوجوان است.
در سال ۲۰۱۴ فیلم ورونیکا مارس براساس این مجموعه تلویزیونی ساخته شد.